# Death in Vegas
Death in Vegas – brytyjski zespół tworzący muzykę elektroniczną powstały w roku 1994. Grali m.in. z artystami takimi jak: Iggy Pop, Hope Sandoval, Jim Reid (z The Jesus and Mary Chain), Bobby Gillespie (z Primal Scream) i Dot Allison.

## Skład
- Richard Fearless
- Tim Holmes

## Dyskografia

### Albumy studyjne
- 1997: Dead Elvis
- 1999: The Contino Sessions
- 2003: Scorpio Rising
- 2004: Satan’s Circus
- 2011: Trans-Love Energies
- 2016: Transmission
- 2025: Death Mask [1]

### Kompilacje
- 2004: Back to Mine Vol. 16
- 2005: Milk It: The Best of Death in Vegas
- 2005: FabricLive.23
- 2007: The Best of Death in Vegas